# Contea di Ningyuan
La contea di Ningyuan (宁远县S, Níngyuǎn XiànP) è una contea della Cina, situata nella provincia di Hunan e amministrata dalla prefettura di Yongzhou.